# Лобусов, Савелий Андреевич
Савелий Андреевич Лобусов (1910—1954) — красноармеец Рабоче-крестьянской Красной Армии, участник Великой Отечественной войны, Герой Советского Союза (1943).

## Биография
Савелий Лобусов родился в 1910 году в селе Загрядское (ныне — Курчатовский район Курской области). Окончил начальную школу. В 1941 году Лобусов был призван на службу в Рабоче-крестьянскую Красную Армию. С 1942 года — на фронтах Великой Отечественной войны. К октябрю 1943 года красноармеец Савелий Лобусов был стрелком 574-го стрелкового полка 121-й стрелковой дивизии 60-й армии Центрального фронта. Отличился во время битвы за Днепр.
7 октября 1943 года Лобусов участвовал в бою на плацдарме на западном берегу Днепр. В тот день он первым ворвался в село Ясногородка Вышгородского района Киевской области Украинской ССР и лично уничтожил 8 вражеских солдат. 10 октября 1943 года Лобусов вновь отличился во время боя за освобождение села Казаровичи того же района.
Указом Президиума Верховного Совета СССР от 17 октября 1943 года за «образцовое выполнение боевых заданий командования на фронте борьбы с немецкими захватчиками и проявленные при этом мужество и героизм» красноармеец Савелий Лобусов был удостоен высокого звания Героя Советского Союза с вручением ордена Ленина и медали «Золотая Звезда» за номером 1182.
После окончания войны Лобусов был демобилизован. Вернулся в Загрядское. Скоропостижно умер 14 декабря 1954 года.
Был также награждён орденом Отечественной войны 1-й степени и рядом медалей.